# Issikiopteryx japonica
Issikiopteryx japonica is een vlinder uit de familie van de Lecithoceridae. De wetenschappelijke naam van de soort is voor het eerst geldig gepubliceerd in 1973 door Moriuti.